# 秀丽伞序蕨
秀丽伞序蕨（学名：Thyrsopteris elegans）是智利胡安·费尔南德斯群岛特有的一种树形蕨。该物种是一种孑遗植物，与其同科的其他物种均已绝灭。

## 分布及栖息地
秀丽伞序蕨是位于智利本土以西667公里处的胡安·费尔南德斯群岛的特有种，分布于鲁宾逊克鲁索岛与亚历山大塞尔扣克岛两座大岛的西南部山地林。该种同贝氏蚌壳蕨与乌毛蕨属物种构成海拔400至1000米林地的下层植被。

## 描述

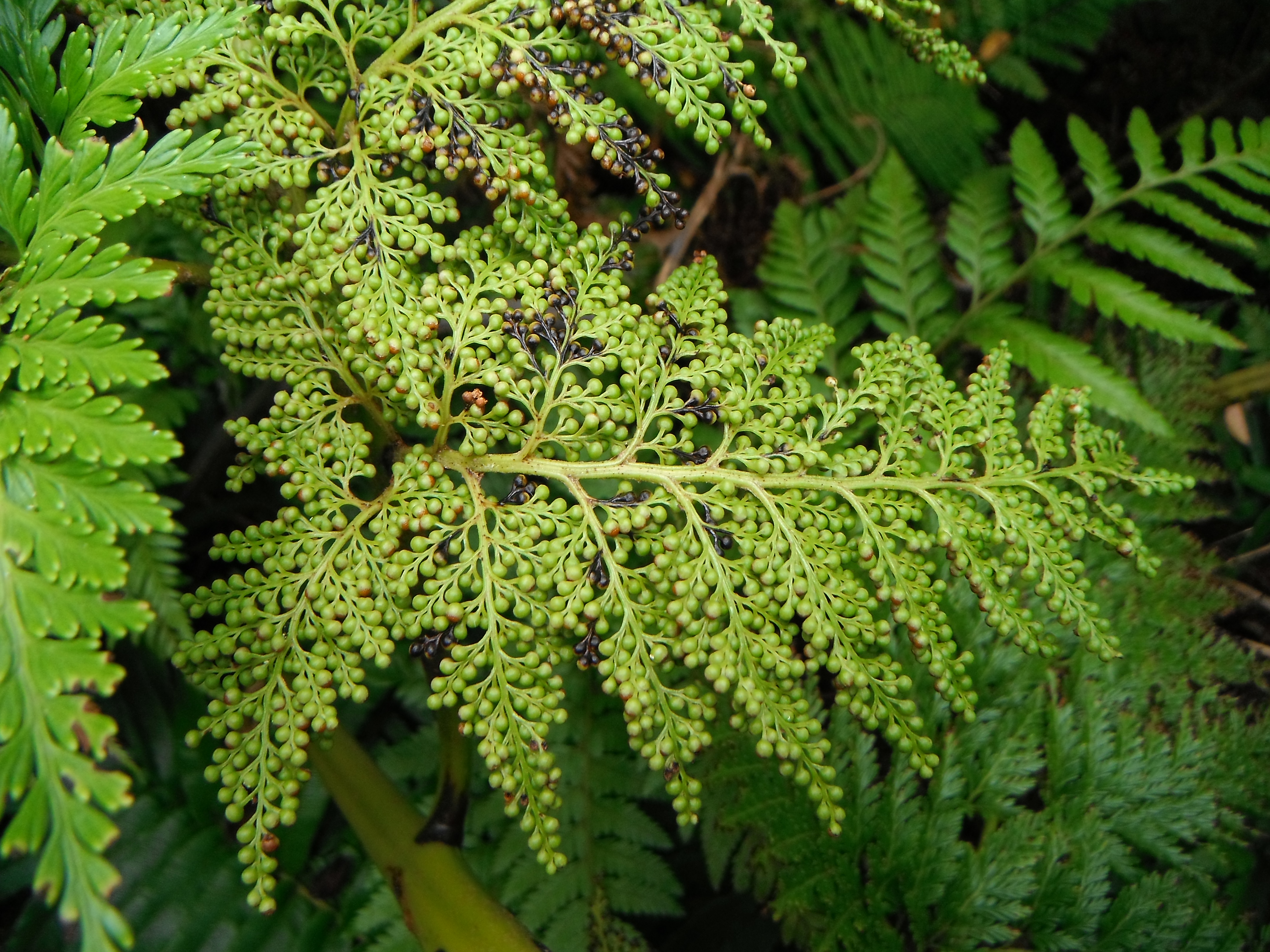
秀丽伞序蕨的叶

秀丽伞序蕨是一种树形蕨，可长至2米高。茎粗壮，直径20厘米。三至五回羽状复叶，长2-3.5米。